# Barrage de Tahtalı
Le barrage de Tahtalı est un barrage de Turquie. Le barrage n'est qu'à 4 km de la Mer Égée dans laquelle la rivière Tahtalı Çayı se jette. Le lac est alimenté par deux petits cours d'eau venant du nord ayant environ 30 km de longueur.

## Sources
- (en) www.dsi.gov.tr/tricold/tahtali.htm Site de l'agence gouvernementale turque des travaux hydrauliques